# Streifengesicht-Schmalfuß-Beutelmaus

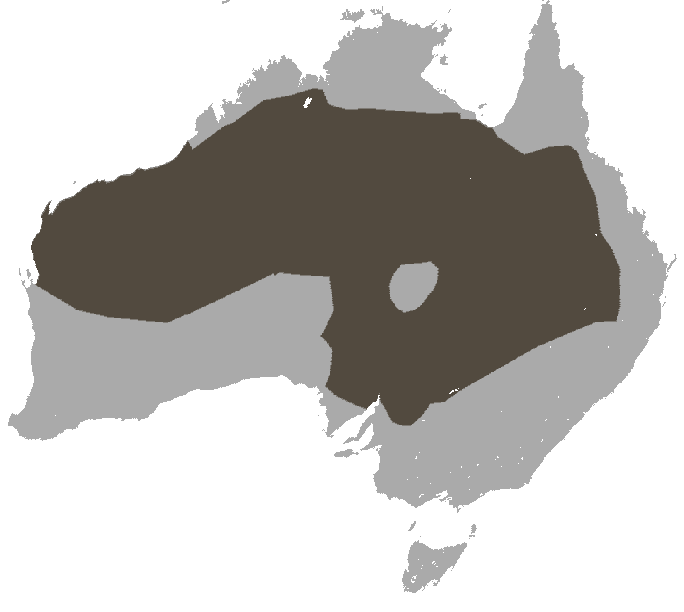
Verbreitungskarte von Sminthopsis macroura

Die Streifengesicht-Schmalfuß-Beutelmaus (Sminthopsis macroura) ist eine Beutelsäugerart aus der Gattung der Schmalfuß-Beutelmäuse, die in Australien endemisch ist.

## Beschreibung
Die Kopfrumpflänge beträgt 75 – 98 mm, der Schwanz ist 80 bis 100 mm lang. Die Länge eines Ohrs beträgt zwischen 17 und 18 mm. Das Gewicht von S. macroura variiert zwischen 15 und 25 g. Ein dunkler Streifen verläuft zwischen den Ohren zur Nase. Der Schwanz dient als Fettpolster und ist am Ansatz recht dick, verschlankt jedoch mit zunehmendem Ende.

## Verbreitung und Lebensraum
Der Lebensraum dieses Raubbeutlers erstreckt sich in Zentralaustralien von Pilbarra nach Zentral- und Mittelqueensland bis weit in das Northern Territory hinein. S. macroura bewohnt sandige Böden, grasbewachsene Hügelländer und Buschland.

## Fortpflanzung
Die Fortpflanzungszeit ist von Juli bis Februar, die Tragzeit beträgt elf Tage. Die 6 bis 8 Jungen leben die ersten 40 Tage ihres Lebens im Beutel der Mutter und werden mit 70 Tagen entwöhnt. Gewöhnlicherweise wirft ein Weibchen zweimal pro Saison.

## Ernährung
Die Nahrung dieser Schmalfuß-Beutelmaus besteht aus Termiten.

## Bedrohung
Diese Art ist nicht bedroht. Die IUCN listet sie als „nicht gefährdet“ (least concern).